# Усадьба А. П. Довженко
Усадьба А. П. Довженко — памятник истории национального значения в Чернигове.

## История
Постановлением Кабинета Министров Украины от 03.09.2009 № 928 присвоен статус памятник истории национального значения с охранным № 250033-Н под названием Усадьба кинорежиссёра, писателя А. П. Довженко.

## Описание
Входит в Сосницкий литературно-мемориальный музей А. П. Довженко — 2-й переулок Довженко, дом № 3.
Одноэтажный, прямоугольный в плане дом. Построен в 19 веке на Вьюницкой улице (сейчас Довженко). В этом доме Александр Довженко провёл детские и юношеские годы (1894—1911 годы). До того как поселится на Вьюницкой улице семья Довженко жила на Покровском Заречье. После окончания местной приходской школы Довженко в период 1907-1911 годы учился в Сосницком четырехклассном училище. Затем продолжил обучение в Глуховском учительском институте. 
Мемориальные доски:
1. «В этом доме 12 сентября 1894 года родился украинский писатель и выдающейся кинорежиссёр Александр Петрович Довженко»